# James Knox
James Alexander Knox (Kendal, 4 novembre 1995) è un ciclista su strada britannico che corre per la Soudal Quick-Step. È professionista dal 2018.

## Palmarès

### Altri successi
- 2018 (Quick Step-Floors)

1ª tappa Adriatica Ionica Race (Musile di Piave > Lido di Jesolo, cronosquadre)
- 2020 (Deceuninck-Quick Step)

1ª tappa, 2ª semitappa Settimana Internazionale di Coppi e Bartali (Gatteo a Mare > Gatteo, cronosquadre)

## Piazzamenti

### Grandi Giri
- Giro d'Italia

2019: non partito (13ª tappa)
2020: 14º
2021: 53º
2022: 81º
2025: 19º
- Vuelta a España

2019: 11º
2021: 100º
2023: 65º
2024: 67º

### Classiche monumento
- Liegi-Bastogne-Liegi

2021: 33º
2024: ritirato
- Giro di Lombardia

2019: ritirato

### Competizioni mondiali
- Campionati del mondo su strada

Toscana 2013 - In linea Juniores: 116º
Bergen 2017 - In linea Under-23: 89º
Innsbruck 2018 - In linea Elite: ritirato
Imola 2020 - In linea Elite: ritirato
Zurigo 2024 - In linea Elite: ritirato